# بولایف
بولایف (قزاقی: Булаев) یک منطقهٔ مسکونی در قزاقستان است که در استان قزاقستان شمالی واقع شده‌است. بولایف ۹۶۳۸ نفر جمعیت دارد.